# 卡纳尔德韦尔敦
卡纳尔德韦尔敦，是西班牙阿拉贡自治区韦斯卡省的一个市镇。总面积133平方公里，总人口422人（2001年），人口密度3人/平方公里。